# Verenigde Orden van Onze-Lieve-Vrouwe van de Berg Karmel en Sint-Lazarus
Op 12 april 1608 voegde de Franse Koning Hendrik IV de oude Orde van Sint-Lazarus en de in 1606 door hem gestichte Orde van Onze Lieve Vrouwe van de Berg Karmel samen tot de Verenigde Orden van Onze-Lieve-Vrouwe van de Berg Karmel en Sint-Lazarus.
De Orde kreeg het bestuur over alle ziekenhuizen in Frankrijk en nam de bezittingen van de oude Orden van het Heilig Graf van Montpellier, Sint-Jacob van het Zwaard (voor zover in Frankrijk liggend), het Heilig Graf, de Heilige Christine van Samport, Onze Lieve Vrouwe der Duitsers, Sint-Jacob van Haut-Pas en de Heilige Lodewijk van Baucheraumont over. Het grondbezit werd beheerd in vijf priorijen en 145 commenden.
Hoewel Paus Clemens IX in 1668 de vereniging van de twee Orden had goedgekeurd, werd de samenvoeging in 1693 weer ongedaan gemaakt.